# Xã Inland, Quận Cedar, Iowa
Xã Inland (tiếng Anh: Inland Township) là một xã thuộc quận Cedar, tiểu bang Iowa, Hoa Kỳ. Năm 2010, dân số của xã này là 755 người.